# أشرف زكي
أشرف زكي (29 ديسمبر 1960 -)، ممثل مصري.

## عن حياته
شغِل منصب نقيب المهن التمثيلية حتى استقال منه في أحداث ثورة 25 يناير بعد ارتباط اسمه بتسيير الفنانين في مظاهرة مؤيدة للرئيس السابق محمد حسني مبارك. وفي النصف الثاني من فبراير 2011 ثم تم تعيينه رئيساً لجهاز السينما خلفاً لـ ممدوح الليثي، ولكنه لم يلبث في المنصب بضعة أيام ثم استقال بسبب اندلاع مظاهرات العاملين في جهاز السينما تطالب برحيله. من مواليد 1960. وهو أخو الممثلة ماجدة زكي. أثناء فترة رئاسته للنقابة أثار جدلاً كبيراً حول قراره بتحديد عدد الأعمال التي يقوم بها الممثلون الأجانب في مصر للعام الواحد سواء في التليفزيون أو السينما. وفي منتصف عام 2015 عاد إلى منصبه في الانتخابات في دورتها العادية. محمد اشرف محمد فتح الله

## جوائز
- جائزة الدولة للتفوق (2009)

## وصلات خارجية
- أشرف زكي على موقع IMDb (الإنجليزية)
- أشرف زكي على موقع قاعدة بيانات الأفلام العربية